# 胡里清
胡里清（1963年—），汉族，中华人民共和国政治人物、第十一届全国政协委员。
担任上海神力科技有限公司总经理。2008年，当选第十一届全国政协委员，代表科学技术界，分入第二十九组。